# Число звіра

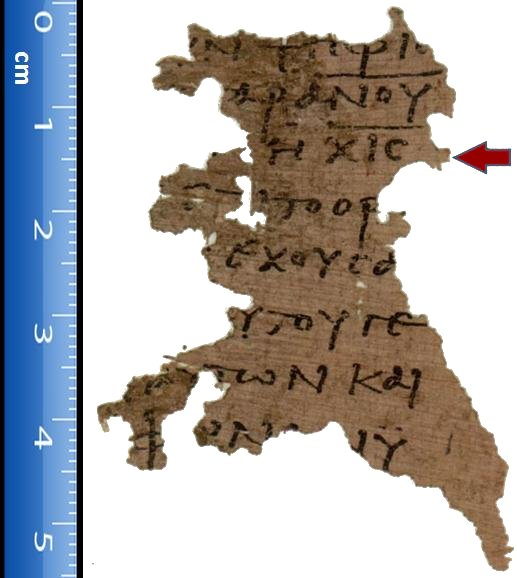
Оксиринхський папірус, на якому видно, що числом звіра записано як ΧΙϚ, тобто 616

666 (Число звіра) — число, яке у християнстві символізує Сатану на противагу «Божим» цифрам таких як 1, 3 та 7. Число звіра записано в Об'явлення Іоанна Богослова:
|  | Хто має розум, нехай порахує число звірини, бо воно число людське. А число її шістсот шістдесят шість |

У стародавніх алфавітах, зокрема грецькому, латинському та єврейському, кожна літера означала також і цифру і, таким чином, додаючи числові значення літер, можна було отримати і числове значення усього імені. Цей метод особливо широко використовувався євреями і був відомий під назвою гематрія (גימטריה‎). Очевидно, саме про такий метод підрахунку ідеться в Об'явленні.
Існує також низка древніх манускриптів Об'явлення, де подається інше число звіра — 616, зокрема нещодавно число 616 було виявлене на давньому папірусі ІІІ століття (т. зв. Papyrus 115), написаному грецькою мовою. Існує думка, що саме число 616 було записане в оригіналі Об'явлення.. В той же час манускрипти з числом 616 були відомі св. Іренею (кінець II століття), який, однак, вважав 616 помилкою переписувачів, а справжнім числом звіра — 666.

## Інтерпретація
Православні дослідники вважають, що метою Іоана Богослова було вказати цим числом на відступника, коли з'явиться Антихрист, адже сума букв його імені буде вираховуватись числом 666. В той же час протягом двохтисячорічної історії число звіра приписувалося тисячам історичних осіб, таким як: єретики Керінф (І ст.) та Арій (IV ст.),  деякі папи римські, французькі королі Піпин Короткий (IX ст.) та Карл Великий (X ст.), шведський король Карл XII, російський цар Петро І, Наполеон, Ленін, Сталін, Мусоліні, Гітлер та наші сучасники Михайло Горбачов, Кісінджер, сімейства Ротшильдів та Рокфеллерів, віце-президент США Альберт Гор, Білл Гейтс та іншим.

### Нерон

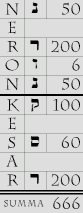
Сума чисел у латинському імені «Neron Kesar»

На думку багатьох сучасних дослідників, Іван Богослов, описуючи апокаліптичного звіра, мав на увазі імператора Нерона, за часів якого стосунки юдеїв з римлянами сильно загострилися. Написання «імператор Нерон» єврейськими літерами і дає при підрахунку 666: 50+200+6+50+100+60+200=666 (див. малюнок праворуч). При цьому згадані в апокаліпсису «Десять рогів» — це десять васалів римського імператора, а «сім голів» — це сім імператорів, починаючи від Октавіана Августа і закінчуючи Вітеліном. Відповідні коментарі до об'явлення містяться в ряді сучасних видань Нового Заповіту.
На думку релігієзнавця Євграфія Дулумана, число 616, виявлене на багатьох древніх джерелах, пов'язано з тим, що титул імператора писався як «Неро Кесар», що при підрахунку давало число 616. Греки же писали титул Нерона як «Нерон Кесар», що при підрахунку давало число 666.

### Vicarius Filii Dei
У XVII столітті Андреас Гельвіґ звернув увагу на те, що число 666 дають і деякі неофіційні титули Папи Римського, зокрема Vicarius Filii Dei (лат. «Намісник Сина Божого»), яким у середньовічному сфальсифікованому документі Donatio Constantini («Дар Костянтина») названо Святого Петра.
Цей підрахунок використовували Адвентисти сьомого дня, асоціюючи Папу з антихристом. В той же час, ряд адвентистських проповідників закликають відкинути подібну інтерпретацію Об'явлення
Католики стверджують, що Vicarius Filii Dei ніколи не був офіційним титулом Папи і ніколи не був начертаний на елементах вбрання Пап.

### Наполеон І
Інший зразок викладень «знаходження звіра» можна знайти в листі дерптського професора Гецеля до Барклая де Толлі (надруковано в Невзорова лише в 1875, «Історичний нарис керування військовим духівництвом у Росії», Санкт-Петербург), у якому автор доводить, що апокаліптичним звіром є Наполеон I Бонапарт, оскільки чисельне значення єврейського накреслення його імені є 666, і що він має загинути в 1812 році, коли йому виповниться 42 роки, оскільки царство антихриста протриває 42 місяці. Те ж згадування є в романі «Війна і мир» Л. Н. Толстого, де «підрахунок» імені Наполеона робить П'єр Безухов.

### Цар Ізраїлев
Православний диякон Андрій Кураєв вважає, що Іван Богослов мав на увазі Ізраїльського царя, який прийде невдовзі після відновлення храму Соломона в Єрусалимі:

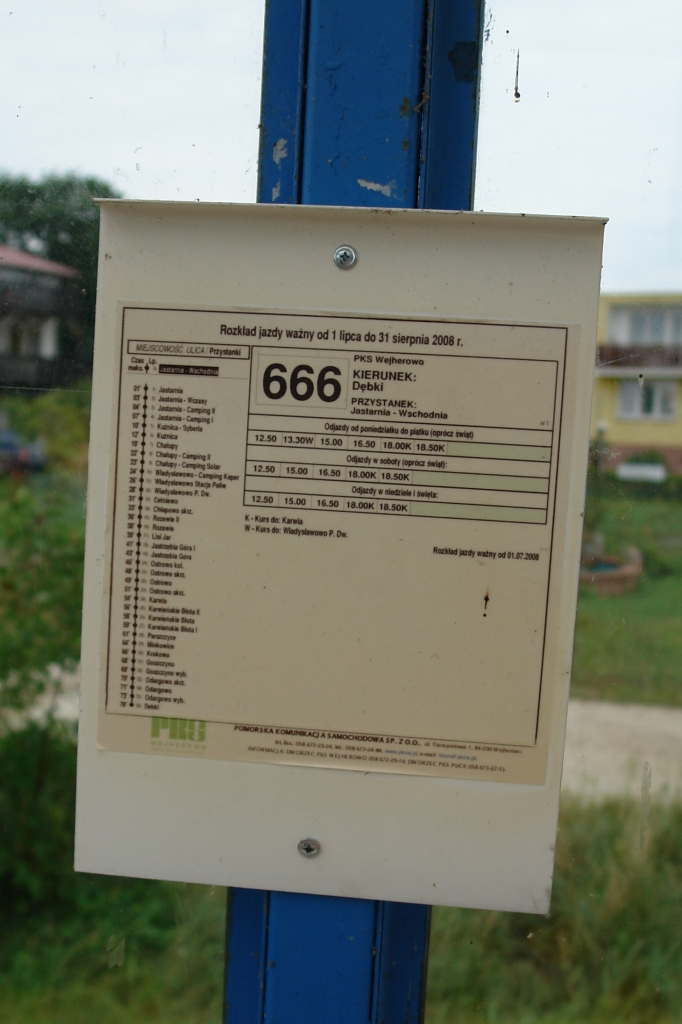
Зупинка автобусного маршруту № 666 неподалік Вейхерово, Польща

| найдостовірніше значення слів Іоанна про таємницю "трьох шісток" - це "Цар Ізраїлів", 666 - це числове значення словосполучення «ха-мелек — ле-ішраель»[10]. Апостол Іоанн не став прямо розшифровувати це число, щоб юдеї не відхитнулися від проповіді Євангелія. Християнам же не треба ворожити самим, прийшов чи Антихрист ні, ставить він свої мітки або ще ні. Антихриста шукати ні до чого: він сам себе пред'явить миру. Він прийме те, від чого відмовився Христос, — земну публічну владу. Так що треба просто час від часу дивитися ТБ. Там у прямому ефірі покажуть і відновлення храму Соломона в Єрусалимі, і сходження до престолу нового царя, що зажадає не просто лояльності, але релігійного служіння йому.[11] |

## Цікаві факти
- В римській системі числення це число записують DCLXVI, тобто воно містить усі (крім M — тисяча) цифри в порядку спадання.
- Боязнь числа 666 отримала наукову назву гексакосіойгексаконтагексафобія[12].
- У російські вузи в 2015 році вступили 666 абітурієнтів із так званої «ДНР»[13].

### Число 666 і пасажирський транспорт
- В 1998 році на прохання віруючих храму Трійці Живоначальної у Воронцові номер московського автобусного маршруту, що проходить біля храму, був змінений з 666 на 616 (тобто з одного варіанта Числа Звіра на інший)[14].
- В 1999 році «на прохання численних туристів, що не бажають їздити на поїзді з номером з „диявольських“ шісток», номер пасажирського поїзда Осташків—Москва був змінений з 666-го на 604-й[15].
- У 2000 році з релігійних мотивів номер пасажирського поїзда Луганськ—Сімферополь був змінений з 666-го на 242-й[16]
- Указ Президента України № 666 2007 року стосувався ліквідації наслідків аварії на Львівській залізниці.